# Municipio de Cullowhee
El municipio de Cullowhee (en inglés: Cullowhee Township) es un municipio ubicado en el  condado de Jackson en el estado estadounidense de Carolina del Norte. En el año 2010 tenía una población de 9.428 habitantes.

## Geografía
El municipio de Cullowhee se encuentra ubicado en las coordenadas 35°17′14.36″N 83°11′47.52″O / 35.2873222, -83.1965333.